# Водица (област Търговище)
 За другото българско село вижте Водица (Област Варна).  
Водица е село в Североизточна България. То се намира в община Попово, област Търговище.

## География
Намира се на 18 км западно от град Попово на 300 – 500 м надморска височина, на шосето Бяла – Попово. Граничи със землищата на селата: Цар Асен, Ковачевец, Посабина, Асеново, Николаево, Лом Черковна (бившето Бойка) и Осиково. Една част от селото е равна, а другата е разположена на четири хълма. Със селата Посабина и Асеново е свързано чрез черни пътища а до останалите съседни села водят асфалтови.
Образувано е от следните седем махали: Бабин дол, Сред село, Калъджовата махала, Нивище, Горните чешми, Йоргоолу и Ращени.
Селото е разположено на вододела между река Черни Лом и река Баниски Лом на малката рекичка, приток на Баниски Лом и носеща името Каяджик. Землището на Водица се намира в изключително благоприятни природни условия – изобилна чиста балканска вода, заветно място, зелени пасища, широколистни гори и плодородна почва.

## История
Селото вероятно съществува още от времето на Второто българско царство и е било свидетел на завладяването на България от османските турци. Името на село Водица е старинно и не е променяно през вековете. То се споменава за пръв път в писмен документ от 1430 г., вече като поземлена собственост (тимар) на Хадър бег от град Кастамония в Мала Азия и е имало население от около 30 домакинства. Било е част от зиамет Герилец, а по-късно става част от каза Херазград (дн. Разград). В османски данъчни регистри името му се среща и през 1479, 1524, 1541, 80-те г. на 15 век и през целия 16 и 17 век. Среща се и под формата Водиче. През 1635 г. в селото живеели 70 български (немюсюлмански) домакинства, а около 1640 г. те рязко спадат на 11. Най-вероятно в този период по-голямата част от българското население е било принудено да приеме исляма.
Населението на селото през вековете се е препитавало от скотовъдство (овцевъдство) и земеделие. Стари български имена от 16 век от селото са: Рали, Стойчо, Коста, Минчо, Добре, Роман, Иван, Михо, Братучен, Бахни, Драган, Кою и др.
През 17 и 18 век селото започнало бързо да нараства. Дошли заселници – балканджии от селата Ловнидол и Добромирка (Севлиевско), Гостилица (Дряновско), Кози рог (Габровско), Леденик (Търновско), от Трявна и други населени места от този район на Стара планина. От селото са излизали и българи – хайдути. През 1838 г. в селото е открито първото в района килийно училище. Около 1856 г. в селото имало около 100 български къщи и малко турски. За един кратък период от време там са били заселени и черкези. Селото е било опожарявано и възстановявано неколкократно.
По време на освободителната война половината от селото било изгорено, а руските войски навлезли в селото на Петровден. Църквата на Водица е била построена през 1859 г. на мястото на по-стара църква, но също била ограбена и опожарена. През 1882 г. водичани строят нов църковен храм с патрон свети великомъченик Георги, който сега е обявен за паметник на културата от Възраждането. В двора ѝ се намират паметници на загинали руски войници през лятото на 1877 г. при селото и на загиналите войници от селото във войните за национално обединение.
След Освобождението голямото село Водица получава статут на градец по-рано от бъдещия околийски град Попово.
В миналото населението на селото се препитавало от земеделие и животновъдство, а по течението на рекичката, даваща началото на Баниски Лом са били разположени множество караджейки (воденици) и тепавици. През 80-те години на 20 век в землището на селото избликва минерален извор. Водата идва от дълбочина 1200 м.
Запазени са сведения за епидемично огнише на петнист тиф в селото през март 1923 г.
Промишлеността на селото се състои от мелница и цех за бутилиране на натурална минерална вода „Водица“. В малко по-далечно минало там работеше електро-апаратурен (военен) завод и земеделска кооперация.
Днес в селото живеят съвместно българи, роми и турци, а през последните години и няколко семейства англичани.
Най-старите селски родове са били: Братойолу, Даноолу, Йоргоолу, Калъжоолу, Карацоньоолу, Коважоолу, Кулоолу, Маркоолу, Таврите, Попови (Г. Бончев) и др.

## Религии
- Християнска (източноправославна);
- Мюсюлманска;

## Обществени институции
- Кметство;
- Основно училище „Отец Паисий“;
- Народно читалище „Просвета“, учередено първоначално през 1894 г.;
- Църква;
- Целодневна детска градина;

## Културни и природни забележителности
- В землището на селото има останки от археологически обекти от различни епохи – праисторически селищни могили, антични и средновековни селища, могили и др. В миналото в тях и около тях са намирани най-различни предмети и монети;
- Църковен храм „Св. Великомъченик Георги“ – паметник на културата от Възраждането от 1882 г. Иконостасът и дърворезбата са дело на иконописеца Иван Зографина;
- Паметник (братски гроб) на 7 загинали руски войници в руско-турската война в двора на църквата;
- Сградата на земеделската кооперация, построена през 1940 г.;
- Язовир „Батица“;

## Редовни събития
- Събор на селото – всяка година на 6 май (Гергьовден);

## Личности
- Иван Цачев (1850 – 1927) – опълченец. Участва в боевете при Стара Загора, Шипка и Шейново. Почетен гражданин на град Габрово;